# 18095 Франкблок
18095 Франкблок (18095 Frankblock) — астероїд головного поясу, відкритий 5 червня 2000 року.
Тіссеранів параметр щодо Юпітера — 3,531.